# 傑克·維爾
傑克·維爾（英語：Jack Veal，2007年6月12日—）是一名英國男演員，因在《洛基》（2021）中飾演少年洛基而知名。

## 早年生活
維爾於2007年6月12日出生於英格蘭倫敦。

## 職業生涯
2017年，維爾在Amazon Prime Video影集《双面警长》飾演西蒙·布朗，並在Netflix影集《这个破世界的末日》中飾演年輕的詹姆斯。他主演了他的第一部故事片《我的名字是萊尼》（2017），在其中飾演年輕的蘭尼。2018年，他在BBC影集《呼叫助產士》中飾演凱文·倫特，並在喜劇電影《真寵》中飾演男孩。2019年，他在犯罪電影《犯罪危城》中飾演年輕的利亞姆。2020年，他在奇幻電影《愛麗絲與夢幻島》中飾演Curly。在出演了幾部電視劇和電影之後，維爾在2021年的網路影集《洛基》中出演少年洛基而一舉成名。

## 影視作品

### 電影
| 年份 | 標題                   | 角色        | 備註     |
| ---- | ---------------------- | ----------- | -------- |
| 2017 | 《我的名字是萊尼》     | Young Lenny |          |
| 2018 | 《真寵》               | 男孩        |          |
| 2019 | 《犯罪危城》           | Young Liam  |          |
| 2020 | 《愛麗絲與夢幻島》     | Curly       |          |
| 2020 | 《His Name Was Gerry》 | Jack        | 短篇電影 |

### 電視劇
| 年份       | 標題                 | 角色        | 備註                                       |
| ---------- | -------------------- | ----------- | ------------------------------------------ |
| 2017－2019 | 《双面警长》         | Simon Brown | 集數：「Fortunate Boy」、「Jack and Coke」 |
| 2017       | 《这个破世界的末日》 | Young James | 5集                                        |
| 2018       | 《呼叫助產士》       | Kevin Lunt  | 集數：「7.3」                              |
| 2021       | 《洛基》             | 少年洛基    | 集數：「分歧點事件」、「神秘之旅」         |
| 2022       | 《邊緣世界》         | Young Angus | 集數：「Jackpot」                          |

## 外部連結
- 傑克·維爾在互联网电影资料库（IMDb）上的資料（英文）